# Budashiri
Budashiri, född 1307, död 1340, var en kinesisk kejsarinna, gift med kejsar Jayaatu Khan Tugh Temür (r. 1329-1332). Hon var Kinas regent från 1332 till 1339 som förmyndare för Toghon Temür. 

## Biografi
Budashiri var dotter till furstinnan Sengge Lagi av Lu och dennas prinsgemål Diwabala, och blev vid okänd tidpunkt förmäld med Jayaatu Khan Tugh Temür. De fick tre söner. Maken efterträdde 1329 sin bror Mingzong. Som kejsarinna ska hon ha varit ansvarig för förvisningen av Toghon Temür, och avrättningen av dennes mor änkekejsarinnan Babusha, som hade yttrat misstankar om att kejsar Mingzong hade mördats, år 1330. 
När hennes make avled utan att ha utsett sin tronarvinge, utsåg hon själv makens sexårige brorson Irinjibal, Mingzongs son, till kejsare, och tog själv kontrollen över förmyndarregeringen. När kejsaren avled 1333, ersatte hon honom med den omyndige Shundi. 
Budashiri utsåg ensam alla ministrar och ämbetshavare inom regeringen, något som med tiden allt mer retade kejsaren. Hon ska ha haft ett förhållande med en av sina ministrar under sin tid som regent. Hon beskrivs som en ivrig buddhist, som finansierade tempelbyggande och avlade klosterlöften som lekman. 
År 1340, när kejsaren hade tagit full kontroll över styret, lät han förvisa tillsätta en utredning om behandlingen av Mingzong och Babusha och förvisade  Budashiri till Hebei, där hon dödades.